# Lantvin
Lantvin är en benämning på ett enklare, mindre hållbart vin som traditionellt inte var avsett för export utan främst för konsumtion i närheten av produktionsorten eller inom det egna landet. Termen har varit belagd i svenska språket sedan 1536.

## Etymologi och historik
Ordet "lantvin" härstammar från det tyska "Landwein". I svenska språket finns belägg för olika stavningar genom historien:
- "landtvin" dokumenterades 1536 i Tullboken från Stockholm
- "landvin" användes 1787[2]

Den moderna stavningen "lantvin" etablerades senare.